# Di imperfezione
Di imperfezione è il secondo album in studio della cantautrice italiana Serena Abrami, pubblicato nel 2016.

## Tracce
1. Di imperfezione
2. Benedicite
3. Forse è culturale
4. Pioggia sul reduce
5. Invisibile
6. Diva sola
7. Il lago
8. Credo
9. Chiudi gli occhi
10. _1993
11. Via di casa